# Gambier
|  | Aquest article tracta sobre la població d'Ohio (EUA). Vegeu-ne altres significats a «Illes Gambier». |

Gambier és una població dels Estats Units a l'estat d'Ohio. Segons el cens del 2000 tenia 1.871 habitants.

## Demografia
Segons el cens del 2000, Gambier tenia 1.871 habitants, 278 habitatges, i 142 famílies. La densitat de població era de 768,5 habitants/km².
Dels 278 habitatges en un 22,3% hi vivien nens de menys de 18 anys, en un 43,9% hi vivien parelles casades, en un 6,5% dones solteres, i en un 48,9% no eren unitats familiars. En el 39,9% dels habitatges hi vivien persones soles el 12,2% de les quals corresponia a persones de 65 anys o més que vivien soles. El nombre mitjà de persones vivint en cada habitatge era de 2,03 i el nombre mitjà de persones que vivien en cada família era de 2,77.
Per edats la població es repartia de la següent manera: un 5,8% tenia menys de 18 anys, un 73,1% entre 18 i 24, un 7,3% entre 25 i 44, un 9% de 45 a 60 i un 4,9% 65 anys o més.
L'edat mediana era de 21 anys. Per cada 100 dones de 18 o més anys hi havia 81,6 homes.
La renda mediana per habitatge era de 51.964 $ i la renda mediana per família de 71.477 $. Els homes tenien una renda mediana de 40.500 $ mentre que les dones 29.327 $. La renda per capita de la població era de 9.661 $. Aproximadament el 2,5% de les famílies i el 8% de la població estaven per davall del llindar de pobresa.

## Poblacions més properes
El següent diagrama mostra les poblacions més properes.